# Eurytoma striatifacies
Eurytoma striatifacies är en stekelart som beskrevs av Girault 1925. Eurytoma striatifacies ingår i släktet Eurytoma och familjen kragglanssteklar. Inga underarter finns listade i Catalogue of Life.